# Jenkinshelea rhodesiensis
Jenkinshelea rhodesiensis är en tvåvingeart som beskrevs av Meillon 1937. Jenkinshelea rhodesiensis ingår i släktet Jenkinshelea och familjen svidknott. Inga underarter finns listade i Catalogue of Life.